# الحجفة (إب)

تعديل مصدري - تعديل

الحجفة هي إحدى قرى عزلة شعب يافع بمديرية إب التابعة لمحافظة إب، بلغ تعداد سكانها 846 نسمة حسب تعداد اليمن لعام 2004.

## المحلات التابعة للقرية
دكان محمد زيد -دكان محمدالورافي -دكان رشاد -قبه العرابي -مدرسه سعد بن معاذ -دكان عبد الرقيب الشرعبي -دكان الإمع -